# Roesler (Rebsorte)
Roesler ist eine Rotweinsorte. Der Name erinnert an Leonhard Roesler (1839–1910), der in den Jahren 1874 bis 1902 Direktor der K.K. Chemisch-Physiologischen Versuchsstation für Wein- und Obstbau im Bereich der Weinbauschule Klosterneuburg war.

## Züchtung, Sorteneigenschaften, Zulassung
Wie auch beim Rathay handelt es sich um eine interspezifische Neuzüchtung aus dem Jahr 1960 durch Gertrude Mayer an der Weinbauschule in Klosterneuburg. Der Roesler ist eine Neuzüchtung aus Zweigelt und (Seyve Villard 18-402 x Blaufränkisch).
Die Sorte weist eine gute Teilresistenz gegen Oidium und Peronospora auf und ist sehr widerstandsfähig gegen Winterfröste. Sie zählt zu den sogenannten PIWI-Sorten (= pilzwiderstandsfähigen Rebsorten) und eignet sich gut für den Bioweinbau. Die mittelfrüh reifende Rebsorte stellt keine besonderen Ansprüche an den Boden und ist gut kalkverträglich.
In Österreich erfolgte im Jahr 2000 die Sortenzulassung als Qualitätsrebsorte. Im Jahr 2004 bekam der Roesler den EU-Sortenschutz. 283,78 Hektar der österreichischen Wein-Anbaufläche (0,6 Prozent) sind mit Roesler bestockt (Stand: 2025).

## Eigenschaften des Weins
Der Roesler ist ein Rotwein mit deutlichen Waldbeeren-Aromen. Die farbstarken Beeren erbringen tiefdunkle Weine, sie sind extrakt- und körperreich und weisen einen hohen Tanningehalt auf. Wegen ihrer extremen Farbdichte, die selbst bei schlechten Jahrgängen erzielt wird, eignet sich die Sorte als Verschnittpartner auch von blasseren Weinen.

## Ampelografische Merkmale
- Blatt: groß, fünf- bis siebenlappig mit stark blasiger Oberfläche
- Traube: großtraubig, lockerbeerig, kegelförmig, geschultert, ein bis zwei Beitrauben, mit kleinen, rundlichen und blauschwarz gefärbten Beeren